# 圣基里尔麦托迪大学
圣基里尔麦托迪斯科普里大学是北马其顿共和国境内规模最大的学校，位於首都斯科普里，校名取自於天主教會和東正教會封為聖人的西里爾與美多德。

## 历史
该大学始建于1943年，拥有23个系和10个研究所。校名以東羅馬帝國傳教士西里尔与美多德命名。

## 外部連結
- Ss. Cyril and Methodius University of Skopje Website （页面存档备份，存于） （英文）